# Elszabadult hajóágyú

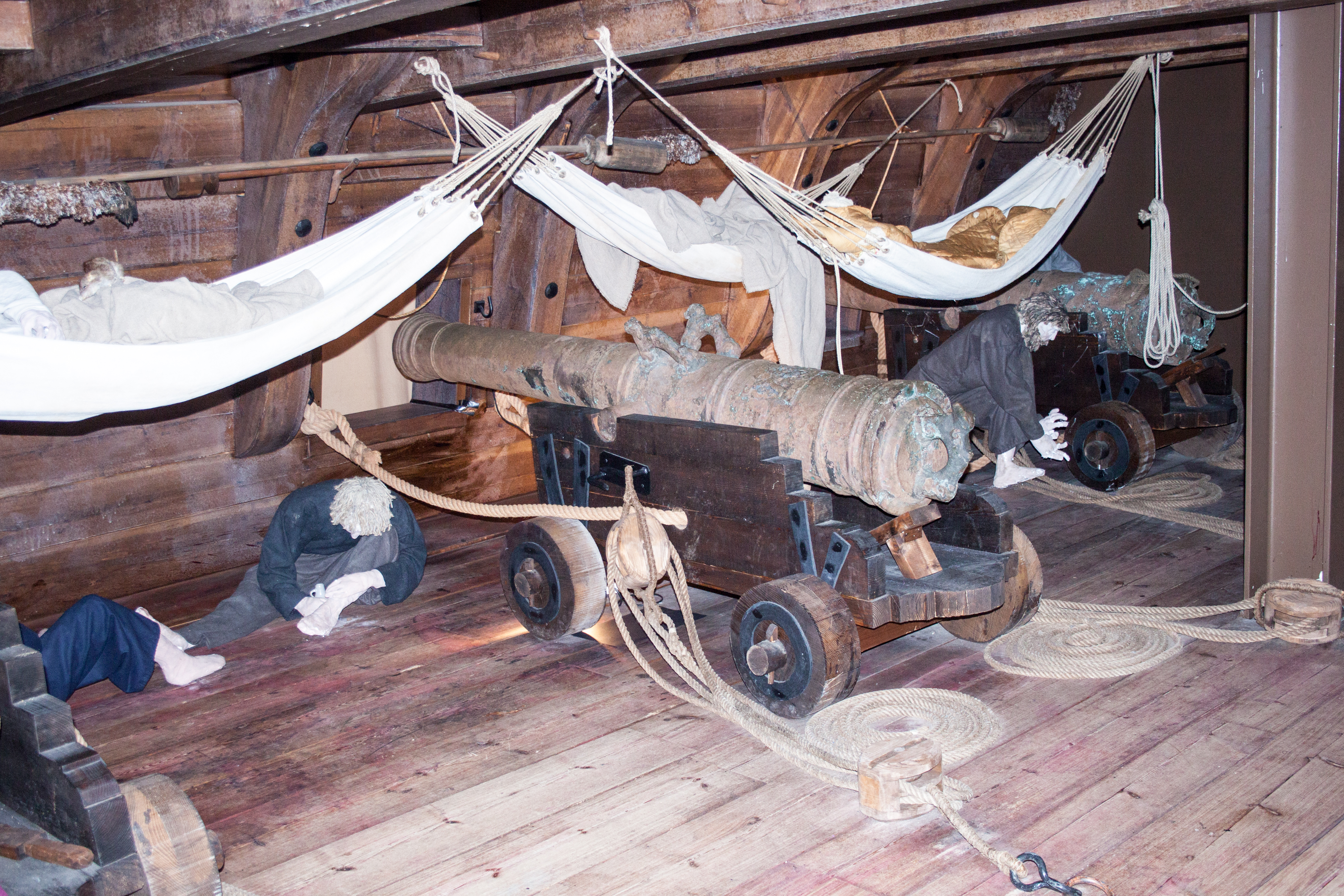
A Kronan svéd hadihajó belső részlete a kalmari múzeumban

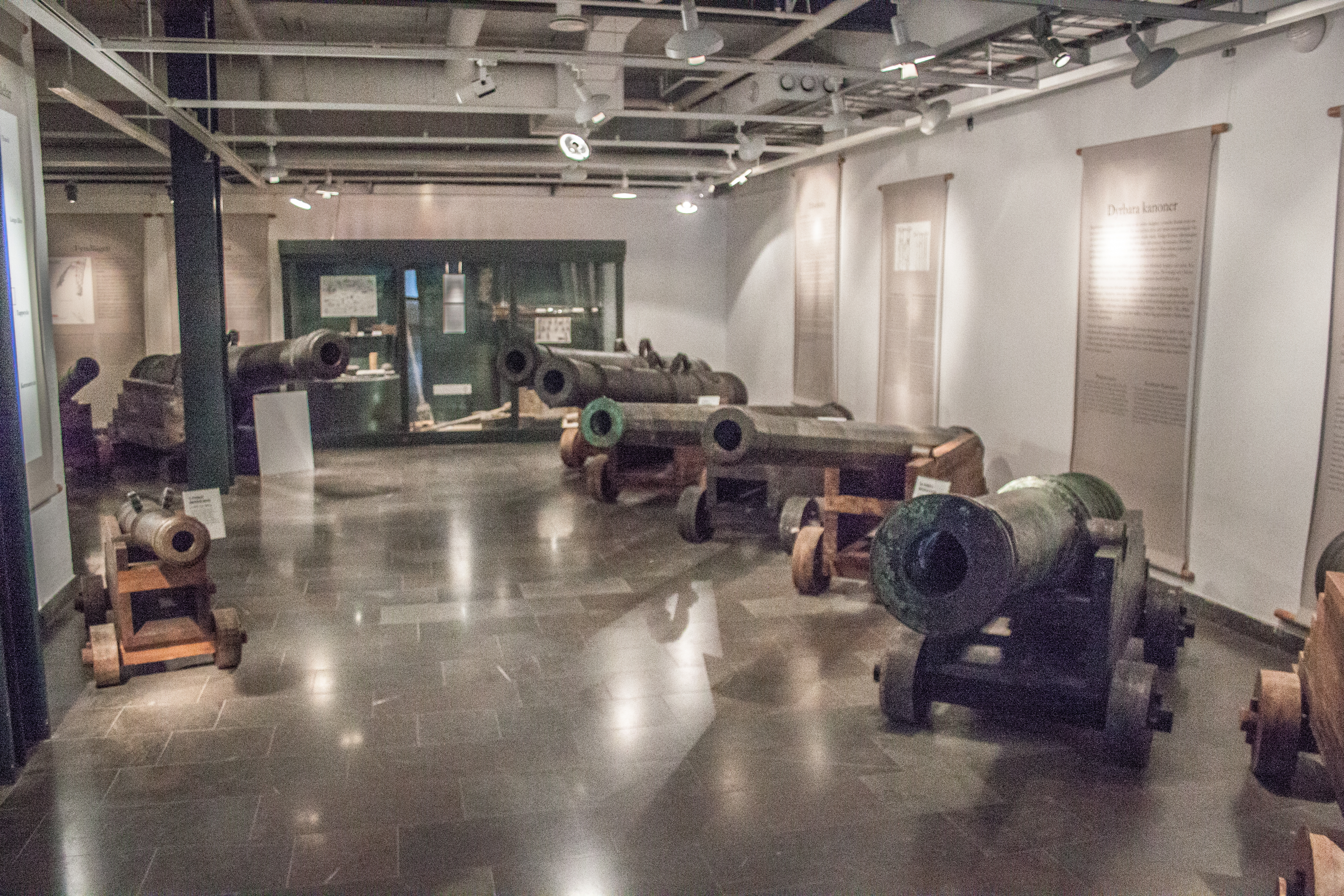
A Kronan ágyúi: elszabadulásuk hozzájárult a hajó 1676-os pusztulásához

Az elszabadult hajóágyú kifejezés a vitorlás sorhajók idejéből származik, amikor e hadihajók nagyszámú, bronzból vagy öntöttvasból készült ágyút hordoztak, kerekes faállványokra szerelve. Egy vagy több ilyen sokmázsás, hengeres hajóágyú a csatában vagy viharban a helyéről kiszakadva, a kerekes állványával együtt, vagy arról is leszakadva, a fedélzeten ide-oda gurulva óriási károkat tudott okozni, esetleg a hajó elsüllyedését is okozhatta.

## Eredete
A kifejezés Victor Hugo 1873-ban írott, a francia forradalom idején játszódó  „Kilencvenhárom” (Quatrevingt-treize) című népszerű regénye nyomán vált szállóigévé. Ebben az író részletesen leír egy jelenetet, amelyben az egyik matróz hibája nyomán elszabadul egy hajóágyú a fedélzeten és nagy károkat okoz. A tengerész életét kockáztatva végül úrrá lesz az ágyún és megmenti a hajót. A királypárti kapitány ezután kitünteti őt helytállásáért, majd kivégezteti őt a korábbi hibájáért.

## A szállóige jelentése
A korában népszerű, sok nyelvre lefordított regény nyomán terjedt el az a metafora, amely szerint azt az embert, aki kiszámíthatatlanul, vadul, környezetére is veszélyesen cselekszik, „elszabadult hajóágyúnak” nevezik.

## Fordítás
- Ez a szócikk részben vagy egészben  a   Loose cannon című angol Wikipédia-szócikk ezen változatának fordításán alapul.  Az eredeti cikk szerkesztőit annak laptörténete sorolja fel. Ez a jelzés csupán a megfogalmazás eredetét és a szerzői jogokat jelzi, nem szolgál a cikkben szereplő információk forrásmegjelöléseként.